# Sint-Laureins-Berchem
Sint-Laureins-Berchem (Frans: Berchem-Saint-Laurent), plaatselijk vaak afgekort tot Berchem of naar Frans voorbeeld Berchem-Sint-Laureins genoemd, is een klein dorp, gelegen in het Pajottenland, in de Belgische provincie Vlaams-Brabant, en een deelgemeente van de gemeente Sint-Pieters-Leeuw. Het was een zelfstandige gemeente tot het bij de fusie van 1977 toegevoegd werd aan de gemeente Sint-Pieters-Leeuw.

## Geografie
Sint-Laureins-Berchem is een landelijk woondorp in het Pajottenland en ligt in het westen van de fusiegemeente Sint-Pieters-Leeuw. Buiten de dorpskom en de lintbebouwing langs de weg van Vlezenbeek naar Halle, die ten oosten van de dorpskom loopt, is de deelgemeente nog vrij agrarisch.

## Geschiedenis
Sint-Laureins-Berchem was van de 13de tot de 17de eeuw een zelfstandige parochie; in de periodes ervoor en erna was het afhankelijk van Oudenaken. Tot de fusie was het de kleinste gemeente van het Pajottenland, gebouwd langs één straat.

## Bezienswaardigheden
- De gotische Sint-Laurentiuskerk ligt op een heuvel en dateert van de 15de eeuw. In de 17de eeuw werd er een zijbeuk bijgebouwd, in de 18de eeuw een ingangsportaal en in het begin van de 20ste eeuw werd de kerk nogmaals uitgebreid met een zijbeuk. In 1939 werd de Sint-Laurentiuskerk beschermd als monument.

## Natuur en landschap
Sint-Laureins-Berchem ligt in het Pajottenland op een hoogte van 30-62 meter.

## Demografische ontwikkeling
- Bronnen:NIS, Opm:1831 tot en met 1970=volkstellingen; 1976 = inwoneraantal op 31 december

## Nabijgelegen kernen
Gaasbeek, Elingen, Oudenaken, Sint-Pieters-Leeuw, Vlezenbeek